# پتک کشنده
پتک کشنده (به انگلیسی: The Fatal Mallet) فیلمی کوتاه و صامت، به کارگردانی مک سنت با بازی چارلی چاپلین و تولید سال ۱۹۱۴ می‌باشد.

## داستان
سه مرد (چارلی، مک سنت، مک سوین) بر سر یک دختر با هم درگیرند. در نهایت مک سنت، چارلی و مک سوین را در آب می‌اندازد و با دختر می‌رود.

## بازیگران
- چارلی چاپلین - خواستگار
- میبل نورماند - میبل
- مک سنت - رقیب خواستگار
- مک سوین - رقیب دیگر